# Sonja Zeman
Sonja Zeman ist eine deutsche Germanistin.

## Leben
Nach dem Studium der Germanistischen Linguistik, Neueren deutschen Literatur und Klassischen Archäologie an der LMU München war sie von 2009 bis 2021 Wissenschaftliche Angestellte bzw. Akademische (Ober-)Rätin an der LMU München. Nach der Promotion 2010 in Germanistischer Linguistik an der LMU München und der Habilitation 2018 an der LMU München (Venia Legendi für Germanistische Linguistik) ist sie seit 2023 Professorin für Deutsche Sprachwissenschaft an der Universität Augsburg.
Ihre Schwerpunkte sind Semantik und Pragmatik grammatischer Kategorien: Aspekt, Tempus, Modus / Modalität, Epistemizität, Evidentialität, historische Sprachwissenschaft: Historische Grammatik, Semantik, Pragmatik, Text- und Diskursanalyse, Sprachwandel & Grammatikalisierung, Mündlichkeit und Schriftlichkeit, diachrone Narratologie, Grammatik-Text-Schnittstelle: Registervariation, Narrativität, Fiktionalität, Literatur & Linguistik, Medienlinguistik: Theorie gesprochener Sprache, Mündlichkeit und Schriftlichkeit, Medienwandel, Bild-Text-Semiotik, Internetlinguistik, kognitive Linguistik und Grammatiktheorie: Deixis, spatiale und temporale Referenzsysteme, (Inter)Subjektivierung, sprachliche Perspektivierung, Theory of Mind, Sprachphilosophie und Semiotik: Selbstreferenz, Subjektivität, Perspektivität und Wissenschaftstheorie und Didaktik wissenschaftlichen Arbeitens.

## Schriften (Auswahl)
- Tempus und „Mündlichkeit“ im Mittelhochdeutschen. Zur Interdependenz grammatischer Perspektivensetzung und „Historischer Mündlichkeit“ im mittelhochdeutschen Tempussystem. Berlin 2010.
- mit Natalia Igl: Perspectives on narrativity and narrative perspectivization. Amsterdam 2016.
- mit Martina Werner und Benjamin Meisnitzer: Im Spiegel der Grammatik. Beiträge zur Theorie sprachlicher Kategorisierung. Tübingen 2017.